# Lista de meteoritos brasileiros

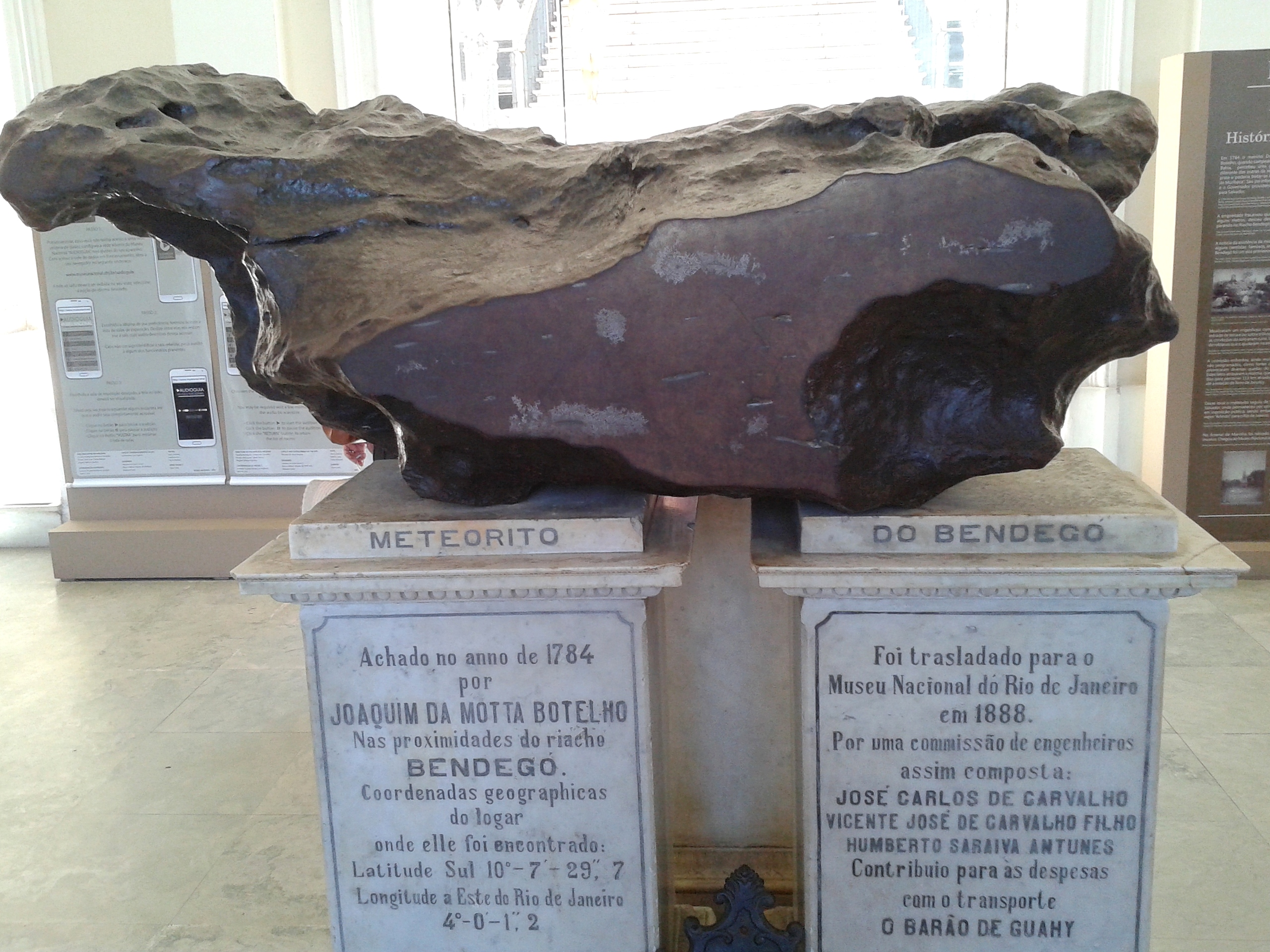
Meteorito Bendegó, encontrado na Bahia em 1784.

Este artigo traz uma Lista com os meteoritos que caíram em solo brasileiro.
Até março de 2012, a lista de meteoritos brasileiros oficialmente reconhecidos pela "Meteoritical Society" contabilizava 62 exemplares. Este número é relativamente pequeno, levando-se em consideração que o país possui apenas 5% da quantidade de meteoritos dos Estados Unidos, cuja área é pouco maior que a do Brasil. Apesar da coleção de meteoritos do Brasil ser pequena, alguns dos meteoritos mais importantes do mundo são brasileiros, como o Angra dos Reis, Ibitira e o Santa Catharina.
O Santa Catharina, com 7 toneladas, é o maior meteorito já encontrado no Brasil, e o mais valioso o Angra dos Reis, com preço estimado de R$ 3 milhões.

## Meteoritos brasileiros
A lista está ordenada pela data em que o meteorito foi descoberto. Os meteoritos são usualmente nomeados em homenagem à localidade onde caíram ou foram encontrados. Quando a queda é observada, classifica-se como "queda", mas se o meteorito foi apenas encontrado, ele é classificado como "achado". Atualmente, o total de meteoritos que caíram em solo brasileiro e foram recuperados é de 83 (nov/2021), conforme segue:
| #  | Nome                        | Achado ou queda | UF onde foi encontrado | Quando foi encontrado | Tipo       | Classe                     | Grupo        |
| -- | --------------------------- | --------------- | ---------------------- | --------------------- | ---------- | -------------------------- | ------------ |
| 01 | Bendegó                     | Achado          | Bahia                  | 1784                  | Siderito   | Octaedrito grosseiro       | IC           |
| 02 | Macau                       | Queda           | Rio Grande do Norte    | 1836                  | Aerólito   | Condrito ordinário         | H5           |
| 03 | Angra dos Reis              | Queda           | Rio de Janeiro         | 1869                  | Aerólito   | Acondrito                  | Angrito      |
| 04 | Santa Bárbara               | Queda           | Rio Grande do Sul      | 1873                  | Aerólito   | Condrito ordinário         | L4           |
| 05 | Santa Catarina              | Achado          | Santa Catarina         | 1875                  | Siderito   | Ataxito                    | IAB          |
| 06 | Itapicuru-Mirim             | Queda           | Maranhão               | 1879                  | Aerólito   | Condrito ordinário         | H5           |
| 07 | Minas Gerais                | Achado          | Minas Gerais           | 1888                  | Aerólito   | Condrito ordinário         | L6           |
| 08 | Uberaba                     | Queda           | Minas Gerais           | 1903                  | Aerólito   | Condrito ordinário         | H5           |
| 09 | Sete Lagoas                 | Queda           | Minas Gerais           | 1908                  | Aerólito   | Condrito ordinário         | H4           |
| 10 | Caçapava do Sul             | Achado          | Rio Grande do Sul      | 1908                  | Siderito   | Octaedrito médio           | IID          |
| 11 | Cratheús                    | Achado          | Ceará                  | 1909                  | Siderito   | Octaedrito fino            | IVA          |
| 12 | Barbacena                   | Achado          | Minas Gerais           | 1918                  | Siderito   | Octaedrito plessítico      | ANOM         |
| 13 | Piedade do Bagre            | Achado          | Minas Gerais           | 1922                  | Siderito   | Octaedrito médio           | ANOM         |
| 14 | Serra de Magé               | Queda           | Pernambuco             | 1923                  | Aerólito   | Acondrito                  | Eucrito      |
| 15 | Patos de Minas I            | Achado          | Minas Gerais           | 1925                  | Siderito   | Hexaedrito                 | IIAB         |
| 16 | Patos de Minas II           | Achado          | Minas Gerais           | 1925                  | Siderito   | Octaedrito médio           | IAB          |
| 17 | Santa Luzia                 | Achado          | Goiás                  | 1925                  | Siderito   | Octaedrito muito grosseiro | IIAB         |
| 18 | Morro do Roccio             | Achado          | Santa Catarina         | 1928                  | Aerólito   | Condrito ordinário         | H5           |
| 19 | Pará de Minas               | Achado          | Minas Gerais           | 1934                  | Siderito   | Octaedrito fino            | IVA          |
| 20 | Rio Negro                   | Queda           | Paraná                 | 1934                  | Aerólito   | Condrito ordinário         | L4           |
| 21 | Putinga                     | Queda           | Rio Grande do Sul      | 1937                  | Aerólito   | Condrito ordinário         | L6           |
| 22 | Mafra                       | Queda           | Santa Catarina         | 1941                  | Aerólito   | Condrito ordinário         | L3-L4        |
| 23 | Casimiro de Abreu           | Achado          | Rio de Janeiro         | 1947                  | Siderito   | Octaedrito médio           | IIIAB        |
| 24 | Itutinga                    | Achado          | Minas Gerais           | 1947                  | Siderito   | Octaedrito médio           | IIIAB        |
| 25 | Cratheús II                 | Achado          | Ceará                  | 1950                  | Siderito   | Octaedro Plessítico        | IIC          |
| 26 | Patrimônio                  | Queda           | Minas Gerais           | 1950                  | Aerólito   | Condrito ordinário         | L6           |
| 27 | Pirapora                    | Achado          | Minas Gerais           | 1950                  | Siderito   | Hexaedrito                 | IIAB         |
| 28 | Avanhandava                 | Queda           | São Paulo              | 1952                  | Aerólito   | Condrito ordinário         | H4           |
| 29 | Palmas de Monte Alto        | Achado          | Bahia                  | 1954                  | Siderito   | Octaedrito médio           | IIIAB        |
| 30 | Paranaiba                   | Queda           | Mato Grosso            | 1956                  | Aerólito   | Condrito ordinário         | L6           |
| 31 | Cacilandia                  | Achado          | Mato Grosso do Sul     | 1956                  | Aerólito   | Condrito ordinário         | H6           |
| 32 | Ibitira                     | Queda           | Minas Gerais           | 1957                  | Aerólito   | Eucrito                    | HED          |
| 33 | Governador Valadares        | Achado          | Minas Gerais           | 1958                  | Aerólito   | Nakhlito                   | SNC          |
| 34 | São João Nepomuceno         | Achado          | Minas Gerais           | 1960                  | Siderito   | Octaedrito fino            | IVA          |
| 35 | Ubá                         | Achado          | Minas Gerais           | 1960                  | Aerólito   | Condrito comum             | H5           |
| 36 | Bocaiúva                    | Achado          | Minas Gerais           | 1961                  | Siderito   | Octaedrito fino            | ANOM         |
| 37 | São José Rio Preto          | Queda           | São Paulo              | 1962                  | Aerólito   | Condrito ordinário         | H4           |
| 38 | Parambú                     | Queda           | Ceará                  | 1964                  | Aerólito   | Condrito ordinário         | LL5          |
| 39 | Veríssimo                   | Achado          | Goiás                  | 1965                  | Siderito   | Octaedrito médio           | IIIAB        |
| 40 | Conquista                   | Queda           | Minas Gerais           | 1965                  | Aerólito   | Condrito ordinário         | H4           |
| 41 | Nova Petrópolis             | Achado          | Rio Grande do Sul      | 1967                  | Siderito   | Octaedrito médio           | IIIAB        |
| 42 | Buritizal                   | Queda           | Rio Grande do Sul      | 1967                  | Aerólito   | Condrito ordinário         | LL3.2        |
| 43 | Marília                     | Queda           | São Paulo              | 1971                  | Aerólito   | Condrito ordinário         | H4           |
| 44 | Sanclerlândia               | Achado          | Goiás                  | 1971                  | Siderito   | Octaedrito médio           | IIIAB        |
| 45 | Ipiranga                    | Queda           | Paraná                 | 1972                  | Aerólito   | Condrito ordinário         | H6           |
| 46 | Balsas                      | Achado          | Maranhão               | 1974                  | Siderito   | Octaedrito médio           | IIIAB        |
| 47 | Iguaraçu                    | Queda           | Paraná                 | 1977                  | Aerólito   | Condrito ordinário         | H5           |
| 48 | Itapuranga                  | Achado          | Goiás                  | 1977                  | Siderito   | Octaedrito grosseiro       | IAB          |
| 49 | Paracutu                    | Achado          | Minas Gerais           | 1980                  | Siderito   | Octedrito grosseiro        | IAB          |
| 50 | Quijingue                   | Achado          | Bahia                  | 1980                  | Siderolito | Palasito                   | PAL          |
| 51 | Soledade                    | Achado          | Rio Grande do Sul      | 1982                  | Siderito   | Octaedrito grosseiro       | IAB          |
| 52 | Maria da Fé                 | Achado          | Minas Gerais           | 1982                  | Siderito   | Octaedrito fino            | IVA          |
| 53 | Lavras do Sul               | Achado          | Rio Grande do Sul      | 1985                  | Aerólito   | Condrito ordinário         | L5           |
| 54 | Blumenau                    | Achado          | Santa Catarina         | 1986                  | Siderito   | Octaedrito médio           | IVA          |
| 55 | Uruaçu                      | Achado          | Goiás                  | 1986                  | Siderito   | Octaedrito grosseiro       | IAB          |
| 56 | Indianópolis                | Achado          | Minas Gerais           | 1989                  | Siderito   | Octaedrito muito grosseiro | IIAB         |
| 57 | Ipitinga                    | Achado          | Pará                   | 1989                  | Aerólito   | Condrito ordinário         | H5           |
| 58 | Rio do Pires                | Achado          | Bahia                  | 1991                  | Aerólito   | Condrito ordinário         | L6           |
| 59 | Campos Sales                | Queda           | Ceará                  | 1991                  | Aerólito   | Condrito ordinário         | L5           |
| 60 | Campinorte                  | Achado          | Goiás                  | 1992                  | Siderito   | Octaedrito médio           | UNGR         |
| 61 | Minas Gerais II             | Achado          | Minas Gerais           | 2001                  | Aerólito   | Condrito ordinário         | H4           |
| 62 | Santa Vitória do Palmar     | Queda           | Rio Grande do Sul      | 2003                  | Aerólito   | Condrito ordinário         | L34          |
| 63 | Hermenegildo                | Achado          | Rio Grande do Sul      | 2004                  | Aerólito   | Condrito ordinário         | H5           |
| 64 | Porto Alegre                | Achado          | Rio Grande do Sul      | 2005                  | Siderito   | Octaedrito médio           | IIIE         |
| 65 | Vitória da Conquista        | Achado          | Bahia                  | 2007                  | Siderito   | Octaedrito fino            | IVA          |
| 66 | Cruz Alta                   | Achado          | Rio Grande do Sul      | 2008                  | Aerólito   | Condrito ordinário         | IIAB         |
| 67 | Varre-sai                   | Queda           | Rio de Janeiro         | 2010                  | Aerólito   | Condrito ordinário         | L5           |
| 68 | Sapopema                    | Achado          | Paraná                 | 2010                  | Siderito   | -                          | IVA          |
| 69 | Faina                       | Achado          | Goiás                  | 2011                  | Siderito   | Octaedrito                 | IAB complexo |
| 70 | Santo Antônio do Descoberto | Achado          | Goiás                  | 2011                  | Siderito   | Hexaedrito                 | IIAB         |
| 71 | Vicência                    | Queda           | Pernambuco             | 2013                  | Aerólito   | Condrito ordinário         | LL3.2        |
| 72 | Pontes e Lacerda            | Achado          | Mato Grosso            | 2013                  | Aerólito   | Condrito ordinário         | IIIAB        |
| 73 | Parauapebas                 | Queda           | Pará                   | 2013                  | Aerólito   | Condrito ordinário         | H4-5         |
| 74 | Nova Olinda                 | Achado          | Paraíba                | 2014                  | Siderito   | Octaedrito                 | IIAB         |
| 75 | Arraias                     | Achado          | Tocantins              | 2015                  | Siderito   | Hexaedrito                 | IIAB         |
| 76 | Porangaba                   | Queda           | São Paulo              | 2015                  | Aerólito   | Condrito ordinário         | L4           |
| 77 | Nossa Senhora do Livramento | Achado          | Mato Grosso            | 2016                  | Siderito   | Octaedrito                 | IIIAB        |
| 78 | Três Irmãos                 | Queda           | Bahia                  | 2017                  | Aerólito   | Condrito ordinário         | L6           |
| 79 | Serra Pelada                | Queda           | Pará                   | 2017                  | Aerólito   | Acondrito                  | Eucrito      |
| 80 | Montes Claros de Goiás      | Achado          | Goiás                  | 2018                  | Aerólito   | Condrito ordinário         | H5           |
| 81 | Capão do Leão               | Achado          | Rio Grande do Sul      | 2019                  | Aerólito   | Condrito ordinário         | L5           |
| 82 | Socorro                     | Achado          | Pernambuco             | 2019                  | Aerólito   | Marciano (shergottita)     | SNC          |
| 83 | Santa Filomena              | Queda           | Pernambuco             | 2020                  | Aerólito   | Condrito ordinário         | H5-6         |
| 84 | Tiros                       | Queda           | Minas Gerais           | 2020                  | Aerólito   | Acondrito                  | Eucrito-cm   |
| 85 | Conceição do Tocantins      | Queda           | Tocantins              | 2020                  | Siderito   | Hexaedrito                 | IIAB         |

## Crateras meteoríticas

### Oficialmente reconhecidas
As estruturas reconhecidas oficialmente como crateras meteoríticas no Brasil são:
| # | Nome              | Idade                     | Diâmetro | Localização    | Geolocalização (Coordenadas) | Info                                                                                 |
| - | ----------------- | ------------------------- | -------- | -------------- | ---------------------------- | ------------------------------------------------------------------------------------ |
| 1 | Araguainha        | 3,25 milhões anos         | 40 km    | Mato Grosso    | (16° 47'S, 52° 59'W)         | Cratera brasileira mais bem estudada. Anel de rochas elevadas com 10 km de diâmetro. |
| 2 | Serra da Cangalha | <300 milhões de anos      | 12 km    | Tocantins      | (8° 5'S, 46° 52'W)           | Estrutura mais aparente é um anel de vales com 5 km de diâmetro.                     |
| 3 | Vargeão           | <70 milhões anos          | 12 km    | Santa Catarina | (26° 50'S, 52° 7'W)          | Depressão de forma circular com elevação central.                                    |
| 4 | Riachão           | <200 milhões anos         | 4,5 km   | Maranhão       | (7° 43'S, 46° 39'W)          | Área circular esbranquiçada.                                                         |
| 5 | Vista Alegre      | <65 milhões anos          | 9,5 km   | Paraná         | (25° 57'S, 52° 41'W)         |                                                                                      |
| 6 | Colônia           | Entre 5 e 36 milhões anos | 3,6 km   | São Paulo      | (23° 52' 7"S, 46° 42' 22"W)  |                                                                                      |

### Ainda não reconhecidas
O Brasil possui, também, algumas feições geológicas, que por falta de estudos e evidências, ainda não foram comprovadas como crateras meteoríticas, que são:
| #  | Nome                           | Info | Geolocalização (Coordenadas) |
| -- | ------------------------------ | --- | ---------------------------- |
| 01 | Estrutura Praia Grande         | - Descoberta por técnicos da Petrobrás, por conta do levantamento sísmico para exploração de petróleo e gás na Bacia Santos. - Tem cerca de 25 km de diâmetro                                                                           | 25° 38' 50"S, 45° 37' 30"W   |
| 02 | Estrutura de São Miguel Tapuio | - Diâmetro de aproximadamente 20 Km e idade próxima da pré-abertura do Oceano Atlântico - Apresenta assimetria das escarpas, íngreme e elevadas ao oeste e suaves a sudeste, dois anéis concêntricos, apresentado soerguimento central. | 5º 38`S 41º 24`W             |
| 03 | Estrutura Circular de Colonia  | - Diâmetro de aproximadamente 3 Km e com nítida depressão de forma circular quase perfeita, com a parte central plana. - A cratera possui 350 metros de profundidade.                                                                   | 23º 48`E 46º 42`W            |
| 04 | Inajah                         | - Possui 6 km de diâmetro e sua idade é desconhecida. - Estrutura circular descorada, de elevação baixa. - A estrutura assemelha-se a Cratera Prinz da Lua.                                                                             |                              |
| 05 | Tunguska brasileiro            | | 5° 10' 53"S, 71° 28' 27"W    |
| 06 | Cratera de Patrocínio          | | 18° 54' 45"S, 46° 50' 15"W   |